# Trögersche Base
Die Trögersche Base ist eine nach ihrem Entdecker, dem Chemiker Julius Tröger (1862–1942), benannte heterocyclische Verbindung, die der organischen Chemie zugerechnet wird.

## Struktur
Die Trögersche Base enthält zwei pyramidale Stickstoffatome, die Stereozentren bilden. In der Regel verläuft die Inversion pyramidaler Stickstoffatome mit drei verschiedenen Resten (und einem freien Elektronenpaar) sehr schnell, so dass derartige Stoffe schnell racemisieren – nicht so die Trögersche Base. In der Trögerschen Base stehen beide Stickstoffatome in einer Brückenkopfstellung, eine pyramidale Inversion ist damit unmöglich. Deshalb gibt es von der Trögerschen Base zwei stabile Enantiomere, die beispielsweise chromatographisch an einer chiralen stationären Phase getrennt werden können. Die Bestimmung der absoluten Konfiguration der Enantiomere erfolgt mittels Circulardichroismus-Spektroskopie.

## Herstellung
Die Trögersche Base wurde erstmals 1887 ausgehend von p-Toluidin und Formaldehyd in saurer Lösung synthetisiert. Erst 1935 wurde die korrekte Strukturformel ermittelt. Die Trögersche Base kann auch aus p-Toluidin, Dimethylsulfoxid (DMSO) und Salzsäure oder p-Toluidin und Urotropin (Hexamethylentetramin) hergestellt werden. Alle diese Synthesemethoden führen zum Racemat der Trögerschen Base.